# It Happened at Lakewood Manor
It Happened at Lakewood Manor (també coneguda com Ants i Panic at Lakewood Manor) és un telefilm de terror estatunidenc de 1977 protagonitzat per Lynda Day George, Suzanne Somers, Myrna Loy, Brian Dennehy i Bernie Casey. Va ser dirigit per Robert Scheerer i es va estrenar el 2 de desembre de 1977 a ABC.

## Argument
Durant la construcció de l'antic i preciós hotel Lakewood, dos treballadors es troben amb un eixam de formigues en una secció tancada de l'edifici. Després de descobrir que les formigues són inusualment agressives i perilloses, els treballadors intenten fer sortir l'avís, però accidentalment són enterrats vius.
Poc després, el magnat immobiliari sense escrúpols Anthony Fleming (Gerald Gordon) i la seva parella i amant Gloria (Suzanne Somers) arriben a l'hotel, allà per regatejar amb l'anciana propietària, Ethel Adams (Myrna Loy) i la seva filla Valerie (Lynda Day George) mentre segueixen plans per convertir Lakewood en un casino. Mentrestant, el capatàs Mike Carr (Robert Foxworth), que està en una relació amb Valerie, i el seu company de feina i amic Vince (Bernie Casey) troben els dos treballadors desapareguts, morts per intoxicació. Les formigues comencen a emergir, atacant un nen, després matant un cuiner d'hotel i gairebé matant Vince mentre ell i Mike investiguen el pou on estaven enterrats els seus homes.
Peggy Kenter (Anita Gillette), inspectora de la Junta de Salut (BOH) i coneguda de Carr, decideix posar en quarantena l'hotel, pensant que hi ha un virus a l'obra. Mike aviat descobreix que hi ha un immens niu de formigues a la fossa i conclou que aquests insectes són els responsables dels atacs. Tom (Bruce French), un investigador de BOH, finalment descobreix que les formigues són molt verinoses i resistents als insecticides.
En aquell moment, les formigues pululen l'hotel per milions, matant l'assistent de Gloria i Peggy White (Steve Franken) i conduint a Carr, Valerie, Ethel, Fleming, l'empleat de l'hotel Richard (Barry Van Dyke) i la seva xicota Linda (Karen Lamm) a dalt. Vince avisa les autoritats, que intenten contenir les formigues amb una trinxera, primer plena d'aigua i després amb gasolina encesa després que Tom assenyala que un exèrcit de formigues creua corrents en ponts construïts amb cadàvers de formigues, i rescatar la majoria de les persones atrapades dins de l'hotel. Carr, Valerie i Fleming, les úniques persones que queden, finalment són arraconades per les formigues; En Tom els diu que no es moguin, per tal de no donar cap motiu a les formigues per atacar-les. Quan les formigues comencen a arrossegar-se per tot arreu, Fleming es llança amb pànic des del balcó de l'habitació fins a la piscina de sota en un intent desesperat d'escapar, però no salta i mor en la caiguda. Poc després, dos socorristes vestits arriben i porten Carr i Valerie a un lloc segur.
Quan se'ls emporta l'ambulància, Tom assegura a Carr que aquest cas probablement no es repetirà, ja que les condicions ambientals úniques a la finca de l'hotel eren vitals per a l'existència del niu de formigues.

## Repartiment
- Robert Foxworth com a Mike Carr
- Lynda Day George com a Valerie Adams
- Gerald Gordon com Anthony Fleming
- Bernie Casey com a Vince
- Barry Van Dyke com a Richard Cyril
- Karen Lamm com a Linda Howard
- Myrna Loy com Ethel Adams
- Anita Gillette com a Peggy Kenter
- Steve Franken com a Lionel White
- Brian Dennehy com a cap de bombers
- Suzanne Somers com a Gloria Henderson
- Bruce French com a Tom
- Barbara Brownell com a Marjorie
- Stacy Keach Sr. com a Doc
- René Enríquez com a Luis
- Moosie Drier com a Tommy
- Vincent Cobb com a Peter
- Jim Storm com a assistent

## Producció
La ubicació de Lakewood Manor era The College Inn a Qualicum Beach BC, Canadà.
L'especialista Conrad Palmisano va ser enterrat viu per a la pel·lícula (amb una mànega de jardí subministrant-li aire); més tard es convertiria en president del comitè d'acrobàcies i seguretat de la Screen Actors Guild.

## Estrena
It Happened at Lakewood Manor fou estrenada com a Ants en DVD el 9 de febrer de 2014. Va ser llançat en blu-ray per Kino Lorber com a Ants! el 2022 amb un tema de comentaris de l'historiador del cinema Lee Gambin.